# Rudolf Müller (Politiker, 1951)

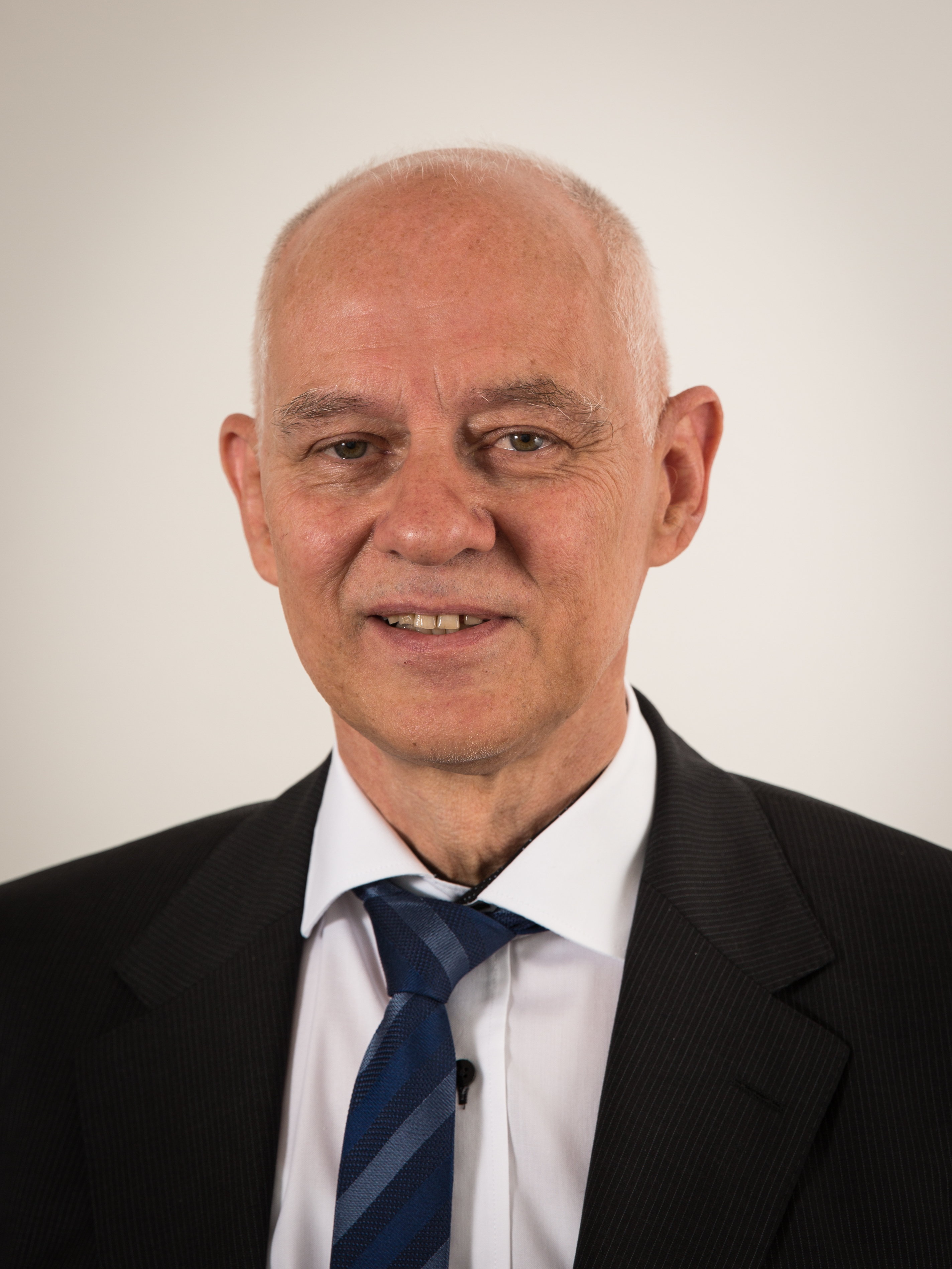
Rudolf Müller (2017)

Rudolf Eugen Friedrich Müller (* 1951 in Neunkirchen, Saarland) ist ein deutscher Politiker (AfD). Von 2017 bis 2022 war er Abgeordneter im Landtag des Saarlandes.

## Leben
Müller wurde 1951 in Neunkirchen im Saarland geboren. Er studierte Französisch und Sozialkunde für das Lehramt am Gymnasium, übte den Beruf jedoch nie aus. Er arbeitete eigenen Angaben zufolge als Selbstständiger in den Bereichen Bauwesen und Bauwirtschaft. Mit seiner Ehefrau betreibt Müller ein Antiquitätengeschäft am St. Johanner Markt in Saarbrücken. Ein Ermittlungsverfahren gegen ihn wegen eines möglichen Verstoßes gegen § 86a StGB (Verwenden von Kennzeichen verfassungswidriger Organisationen) wurde von der Staatsanwaltschaft Saarbrücken im Februar 2017 eingestellt.
Müller ist Alter Herr der Saarbrücker Burschenschaft Germania.

## Politik
Müller ist Vorsitzender des AfD-Kreisverbandes Saarbrücken-Stadt. Er wurde auf dem Landesparteitag in Völklingen zum Spitzenkandidaten für die Landtagswahl 2017 gewählt und zog schließlich in den Landtag ein. Bei der Landtagswahl 2022 trat er nicht erneut an.
Im September 2018 legte das Landeskriminalamt des Saarlands eine Statistik zu Delikten mit Messerangriffen vor. Die überwiegende Mehrzahl der darin erfassten Straftaten wurden deutschen Tätern zugeordnet, etwa ein Viertel Tätern ohne deutsche Staatsangehörigkeit. Von den letzteren war der Anteil von syrischen und afghanischen Tatverdächtigen höher als ihr Anteil an der Bevölkerung. Rudolf Müller stellte daraufhin im Landtag an die Landesregierung die Anfrage nach der Zahl der doppelten Staatsangehörigkeiten der als Deutsche erfassten Täter sowie nach Häufungen bei den Vornamen der Täter mit deutscher Staatsangehörigkeit. In der Beantwortung der Frage zeigte sich, dass deren 13 häufigsten Vornamen in Deutschland übliche Namen (wenngleich etymologisch hebräischer, russischer, lateinischer englischer und skandinavischer Herkunft) sind, nämlich in absteigender Rangfolge: Michael, Daniel, Andreas, Sascha, Thomas, Christian, Kevin, Manuel, Patrick, David, Jens, Justin und Sven. Die Anfrage zu doppelten Staatsbürgerschaften unter den deutschen Tätern brachte 14 Fälle (von 842 Deutschen) hervor: einen Franzosen, einen Georgier, einen Russen, zwei Italiener, zwei Syrer, drei Kasachen und vier Türken.